# Félix Peyrallo Carbajal
Félix Peyrallo Carbajal (Montevidéu, Uruguai, 23 de setembro de 1913 – Blumenau, Brasil, 3 de agosto de 2005), foi um conferencista e construtor de quadrantes solares, conhecido por levar uma vida nômade, buscando estabelecer contatos intelectuais e amizades em diferentes países do continente americano e europeu.

## Biografia
Segundo o registro civil uruguaio, Félix Peyrallo Carbajal nasceu no dia 23 de setembro de 1913, na cidade de Montevidéu, filho de América Peyrallo de Carbajal e de Félix Peyrallo, teve uma irmã, Isis América Peyrallo e um irmão, Félix Orlando Peyrallo (provavelmente, morto ainda criança). Em 1933, com o falecimento do pai, Félix recebeu a herança familiar e partiu para Espanha em busca de formação intelectual e artística. Mas, como grande parte de sua vida, alguns dados biográficos elementares ainda carregam muitas dúvidas. Em diferentes entrevistas, Félix informa que seria filho único, teria nascido no ano de 1905 e sua mãe, falecida no parto, se chamaria Rosa Carbajal. No entanto, os documentos do Arquivo Judicial Uruguaio indicam que sua mãe faleceu em 1921, ficando Félix sob a guarda de seu pai e, posteriormente, da madrasta Dora Bogarin. Segundo a pesquisa desenvolvida pelo historiador Ricardo Machado, Félix informava o nome de Rosa como sendo o nome de sua mãe, por se tratar do nome da mãe de Rubén Dario, poeta nicaraguense que buscava, ainda que anacronicamente, assemelhar-se.
A sua verdadeira trajetória de vida ainda é controversa. A escritora Claribel Terré Morell, apresenta em seu livro o seguinte itinerário: juventude em Madri onde teria se formado em Letras na Universidade Complutense e convivido intensamente com artistas da vanguarda espanhola como Garcia Loca, Salvador Dalí, Pedro Gárfias dentre outros. Depois, Félix teria concluído um doutorado em História na Sorbonne em Paris, convivendo com intelectuais como Hemingway, Sartre e Simone de Beauvoir.  Com a guerra, Félix teria migrado para os EUA, onde estudaria História das Ciências em Stanford. Ao findar os recursos de sua herança, Félix se deslocou para o México e passa a ser reconhecido como conferencista, abordando especialmente sobre artistas  relacionados ao modernismo americano, como: Rubén Darío, Amado Nervo, Julio Herrera y Ressig, Gabriela Mistral, Carilda Oliver Labra.
Em seguida, tudo indica que optou por viajar em direção ao sul do continente americano. Em 1949, de passagem por Cuba, conheceu Carilda Oliver Labra, declarando amor pela poeta (ainda que na ocasião ela estivesse noiva de Hugo Ania Mercier). Segundo a biografia de Carilda escrita por Urbano Martinez Carmenatte, por causa de distúrbios em Matanzas, Félix foge da cidade e, após realizar algumas conferências, abandona a ilha caribenha, mas, mantém um pacto epistolar com Carilda por décadas. Terré Morell, afirma que Félix teria visitado a cidade Metapa (hoje Darío) na Nicarágua a fim de conhecer os lugares em que viveu Rubén Darío e lá aprendeu a fazer relógios de sol, atividade que passou a realizar complementarmente às conferências.

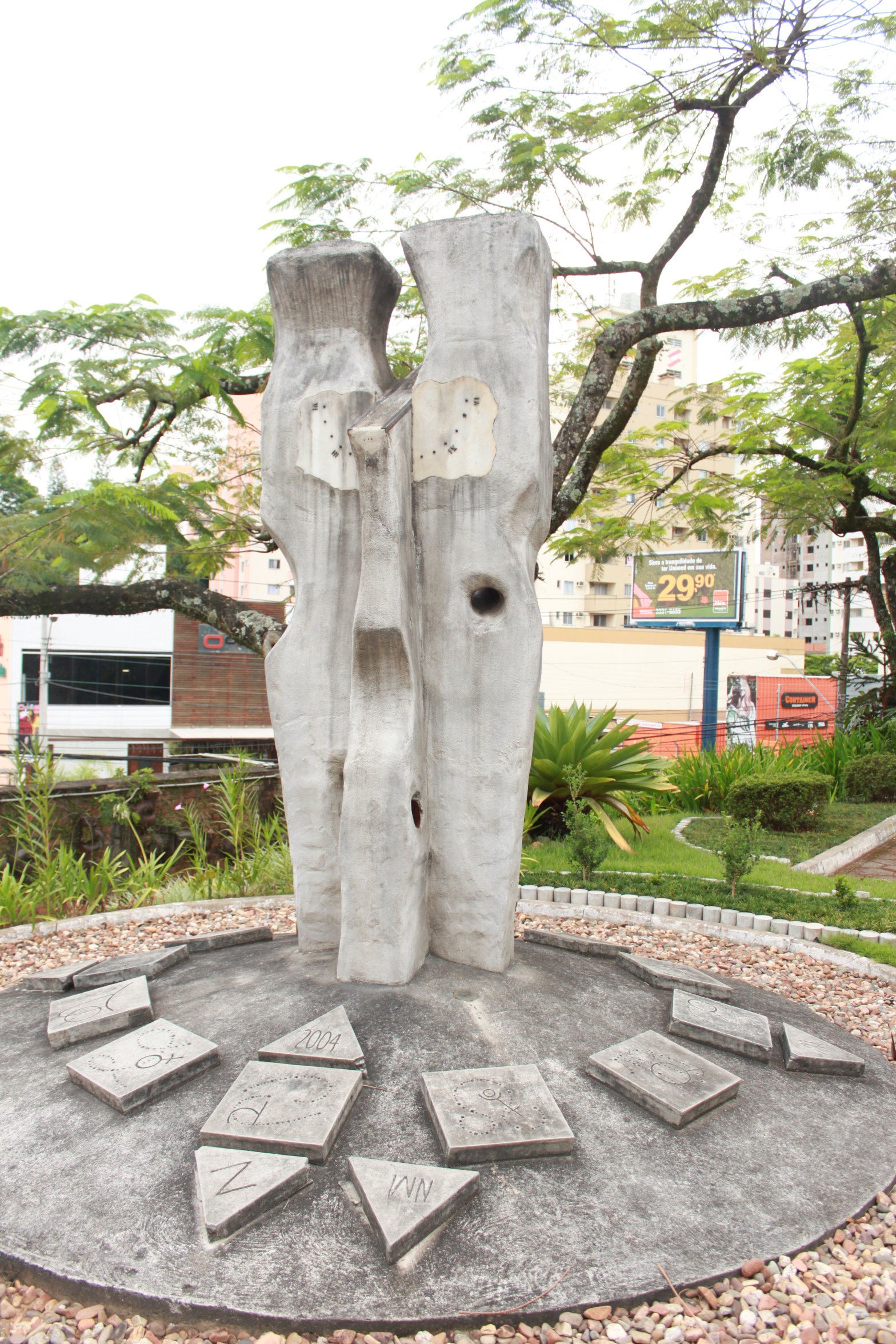
Relógio de Sol construido por Félix Peyrallo Carbajal em Blumenau

Nos anos 1950, já se encontra no Brasil onde teve um encontro com Manuel Bandeira, relatado pelo escritor na crônica O Estrangeiro, no seu livro de crônicas a Flauta de Papel de 1957. Segundo informa Ricardo Machado, nas décadas de 1960 e 1970, Félix chegou a ser preso e  vigiado pela Ditadura civil-militar brasileira, suspeito de colaborar com Fidel Castro e difundir o pensamento marxista. Nesse período, o uruguaio passou a ser conhecido como gnomonista e construiu inúmeros relógios de sol, principalmente no Sudeste, e, depois, nos estados sulinos do Paraná e Santa Catarina. Após os anos 2000, reside com alguma regularidade no Lar de Idosos São Simeão na cidade de Blumenau, onde faleceria no dia 3 de agosto de 2005. Seu corpo foi enterrado no cemitério municipal de Lages. Sua lápide registra seu nascimento no ano de 1905.

## Familiares conhecidos
Félix Peyrallo (1882-1933) Nasceu em Montevidéu em 18 de maio de 1882, foi um destacado músico uruguaio. Atuante na vida intelectual de sua época, participou das classes de Luis Sambucetti (1880 – 1926), dirigiu distintas sociedades musicais e publicou com frequência em revistas literárias e filosóficas como La Pluma e Revista del Centro Enciclopedico. Seus interesses giravam em torno do ensino musical, literatura, filosofia e, sobretudo, teosofia. Filho de Vicente Peyrallo e Magdalena Costa, Félix foi casado com América Carbajal de Peyrallo (1882-1921) e viveram em Montevidéu na rua Defensa n° 1678. Félix e América tiveram três filhos: Félix Orlando Carlos Peyrallo (1908), Isis América Peyrallo (1912) e Félix Peyrallo Carbajal (1913). Após o falecimento de sua primeira esposa, casou-se com Dora Bogarin com quem viveu os seus últimos anos. Félix Peyrallo faleceu em 8 de abril de 1933 e foi velado na sede da Sociedad Orquestral Del Uruguay. Após seu falecimento, seu filho menor, também chamado Félix Peyrallo, ficou sob tutela de Vicente Peyrallo e Magdalena Costa.
Isis América Peyrallo (1912-2000), nasceu em Montevidéu no dia 5 de fevereiro, filha de Félix Peyrallo e América Carbajal de Peyrallo, irmã de Félix Peyrallo. Provavelmente seu nome foi uma homenagem ao livro Isis sem véu da teósofa Helena Blavatsky, cujas ideias influenciaram seu pai, Félix Peyrallo. Após o casamento com o jornalista argentino Oscar Bárcena Echeveste, passou a ser conhecida como Isis Bárcena Echeveste e radicou-se na cidade de Assunção no Paraguai, onde, seguindo os passos do pai, desenvolveu carreira musical. Segundo Luiz Szaran, entre 1948 e 1955, Isis atuou como pianista e diretora de cena do Gran Ballet Latinoamericano com o bailarino Joaquín Pérez Fernandez, percorrendo diversos países da Europa, América do Sul e Norte da África. Entre 1960 e 1984 foi diretora do coro do Ateneo Paraguayo, participando em festivais em Valparaíso (1965) e Mar del Plata (1975).